# Coma (pel·lícula)
Coma és una pel·lícula dels Estats Units dirigida per Michael Crichton, estrenada el 1978. Ha estat doblada al català.

## Argument
Admesa al Boston Memorial Hospital seguint els consells de la seva amiga d'infantesa la doctora Susan Wheeler, que és interna en aquesta establiment, Nancy Greenly havia de patir un legrat (mètode d'interrupció voluntària de l'embaràs), però al final de la intervenció no es desperta, ha caigut en un coma profund. Els metges no saben el que ha passat i encara menys que té.
La doctora Susan Wheeler decideix llavors saber el que li ha passat a la seva amiga i durant aquestes investigacions descobreix que altres deu casos similars s'han produït en l'establiment al curs de l'any. Però a la mort de Nancy decideix de portar la seva investigació.

## Repartiment
- Geneviève Bujold: Dr. Susan Wheeler
- Michael Douglas: Dr. Mark Bellows
- Elizabeth Ashley: Sra. Emerson, de l'Institut Jefferson
- Rip Torn: Dr. George, l'anestesista
- Richard Widmark: Dr. George A. Harris, el cirurgià en cap
- Lois Chiles: Nancy Greenly, la millor amiga de Susan
- Michael MacRae: Bill, el cap dels residents
- Hari Rhodes: Dr. Morelind
- Gary Barton: El tècnic informàtic
- Frank Downing: Kelly
- Richard Doyle: Jim
- Alan Haufrect: Dr. Jerry Marcus
- Lance LeGault: Vince
- Betty McGuire: La infermera
- Tom Selleck: Sean Murphy, un pacient

## Al voltant de la pel·lícula
El rodatge s'ha desenvolupat a Boston, Ipswich, Laguna Niguel, Lexington, Los Angeles, Marblehead, Rockport i Somerville.
Es tracta del primer film on actua Ed Harris, que té aquí el petit paper d'un patologista.

## Nominacions
- Premi a la millor actriu per Geneviève Bujold, per l'Acadèmia de cinema de ciència-ficció, fantàstic i terror el 1979.